# Franciszek Karpiński

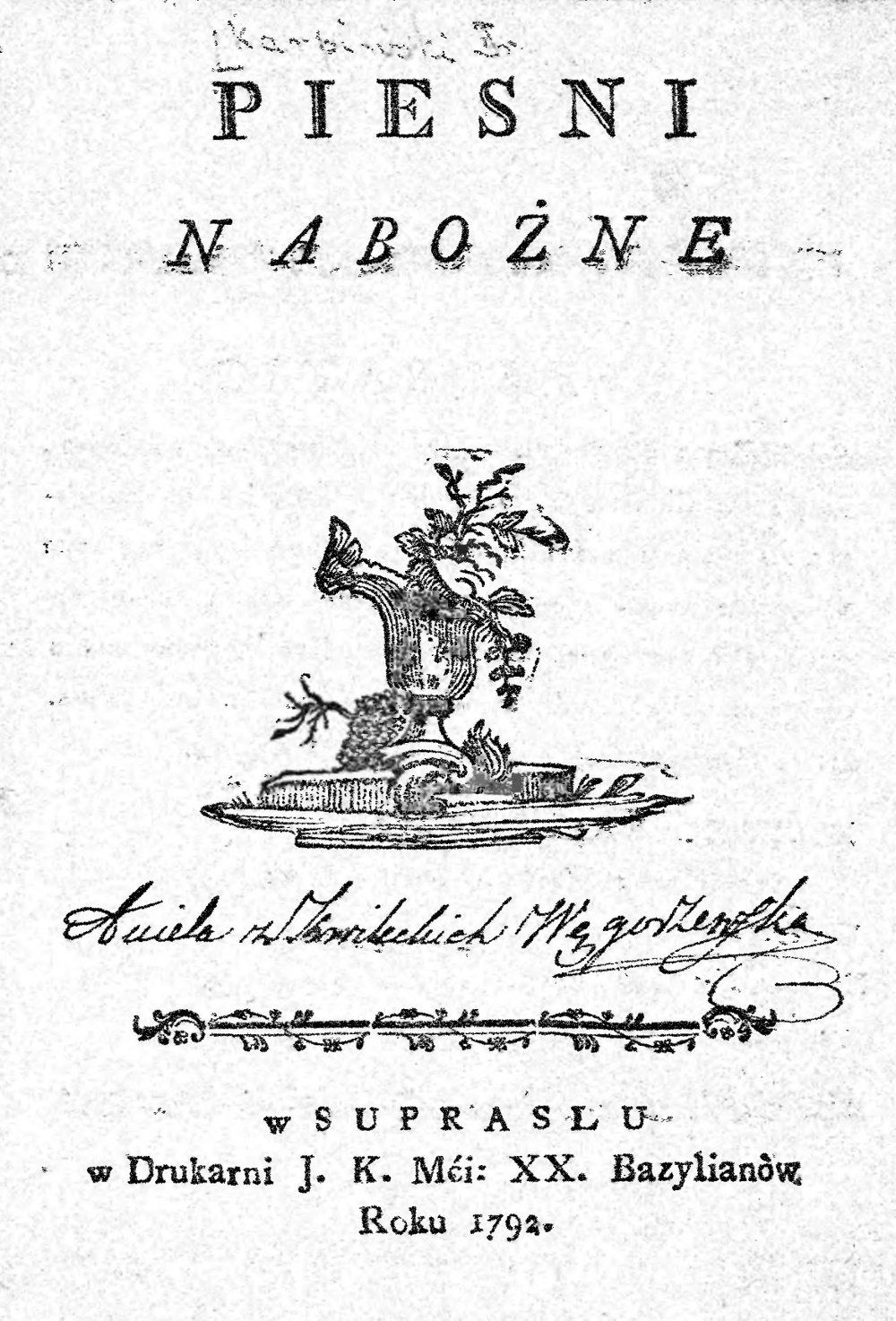
Karpiński, Franciszek. Pieśni nabożne. (1792)

Franciszek Karpiński (4. října 1741, Hołoskowie, Kolomyja, dnes na Ukrajině – 16. září 1825, Chorowszczyźnie, Wolkowysk, dnes v Bělorusku) byl polský básník, první a hlavní představitel polského preromantismu. Jeho dílo bylo silně ovlivněno francouzským spisovatelem Jeanem-Jacquesem Rousseauem.

## Život
Franciszek Karpiński pocházel ze zchudlé šlechtické rodiny, vystudoval teologii na Lvovské jezuitské akademii a působil jako domácí učitel. Zastával funkci sekretáře u knížete Adama Kazimierze Czartoryského, z jehož sídla v Puławách se stalo významné kulturní středisko, ve kterém působili i další preromantičtí básníci Franciszek Dionizy Kniaźnin a Franciszek Zabłocki. Hospodařil na pronajatých statcích, roku 1800 se stal jedním ze prvních členů polské Královské společnosti přátel vědy. Roku 1818 koupil ves Chorowszczyźnie, kde strávil zbytek svého života.
Franciszek Karpiński psal hlavně lyrické milostné básně, které se těšily značné popularitě (byl označován za básníka srdce). Do poezie vnesl svět prostého člověka s touhou po svobodě, rousseaovskou nechuť k městu a oslavu venkovského způsobu života. Rovněž se nechal inspirovat polskou lidovou písní. Jeho tvorba se stala vzorem pro polské romantiky, například pro Adama Mickiewicze.

## Dílo

### Básně
- Píseň sokalského žebráka (Pieśń dziada sokalskiego), první ohlas lidové poezie v polské literatuře,
- Bóg się rodzi, moc truchleje, populární koleda,
- Duma Lukierdy (1782), historická duma,
- Návrat z Varšavy na ves (1784, Powrót z Warszawy na wieś),
- Nábožné písně (1792, Pieśni nabożne), ze kterých je nejznámější Piseň jitřní (Pieśń poranna),
- Stesk k jaru (1797, Tęskność na wiosnę), do češtiny přeložil Antonín Puchmajer,
- Żale Sarmaty nad grobem Zygmunta Augusta (1801), elegie vyjadřující bolest nad ztrátou polské samostatnosti.

### Divadelní hry
- Laura a Filon (Laura i Filon), dramatická selanka,
- Boleslav III (1790, Boleslaw III), tragédie
- Daň (1790, Czyns), komedie,
- Judita (1790, Judyta, królowa polska ), tragédie z polské historie,

### Próza
- Historia mego wieku i ludzi, z którymi żyłem (napsáno 1792, vydáno 1844), autobiografie